# أبو سعد العميدي
أبو سعد محمد بن أحمد بن محمد العميدي (؟ - 5 جمادى الآخر 433هـ/29 يناير 1041م) هو كاتب وشاعر عاش في مصر زمن الدولة الفاطميَّة.

## سيرته
لا يُعرَف عن حياته الكثير، ولم تذكر الروايات أصله، والثابت أنَّه هاجر إلى مصر وسكن فيها، وهناك تولَّى ديوان الترتيب في عهد الظاهر لإعزاز دين الله، لكنَّه أُقِيل من منصبه في 413هـ، وبعد تسعة عشر عاماً لا يُسجِّل المؤرخون فيها شيئاً عنه تولَّى ديوان الإنشاء في شهر صفر من عام 432هـ في خلافة المستنتصر، ولكنَّه تُوفِّي بعدها بأقلِّ من عام. العميدي أديب وكاتب وشاعر، ويزخر شعره بالمحسنات اللفظية، وألَّف عدداً من الرسائل والمُصنَّفات. تُوفِّي محمد العميدي في يوم الجمعة الخامس من شهر جُمادى الآخر سنة 433هـ.

## مؤلفاته
تُنسَب إليه المؤلفات التالية:
- «تنقيح البلاغة».
- «انتزاعات القرآن».
- «الإبانة عن سرقات المتنبي لفظاً ومعنى».
- «الإرشاد إلى حل المنظوم والهداية إلى نظم المنثور».
- «العروض».
- «القوافي».